# Reino Unido en los Juegos Paralímpicos de Geilo 1980
El Reino Unido estuvo representado en los Juegos Paralímpicos de Geilo 1980 por ocho deportistas masculinos. El equipo paralímpico británico no obtuvo ninguna medalla en estos Juegos.